# Giscaro
Giscaro (gaskognisch Giscarò) ist eine französische Gemeinde mit 91 Einwohnern (Stand 1. Januar 2022) im Département Gers in der Region Okzitanien (vor 2016 Midi-Pyrénées). Sie gehört zum Arrondissement Auch und zum Kanton Gimone-Arrats. Die Einwohner werden Giscarolais genannt.

## Geografie
Giscaro liegt etwa 46 Kilometer westlich von Toulouse. Nachbargemeinden sind Gimont im Westen und Norden, Monferran-Savès im Nordosten und Osten, Frégouville im Südosten sowie Maurens im Süden und Südwesten.
Durch den Norden der Gemeinde führt die seit 2022 autobahnartig ausgebaute Route nationale 124.

## Bevölkerungsentwicklung
| Jahr                       | 1962 | 1968 | 1975 | 1982 | 1990 | 1999 | 2006 | 2011 | 2020 |
| Einwohner                  | 97   | 96   | 100  | 76   | 78   | 67   | 72   | 84   | 104  |
| Quellen: Cassini und INSEE |      |      |      |      |      |      |      |      |      |

## Sehenswürdigkeiten

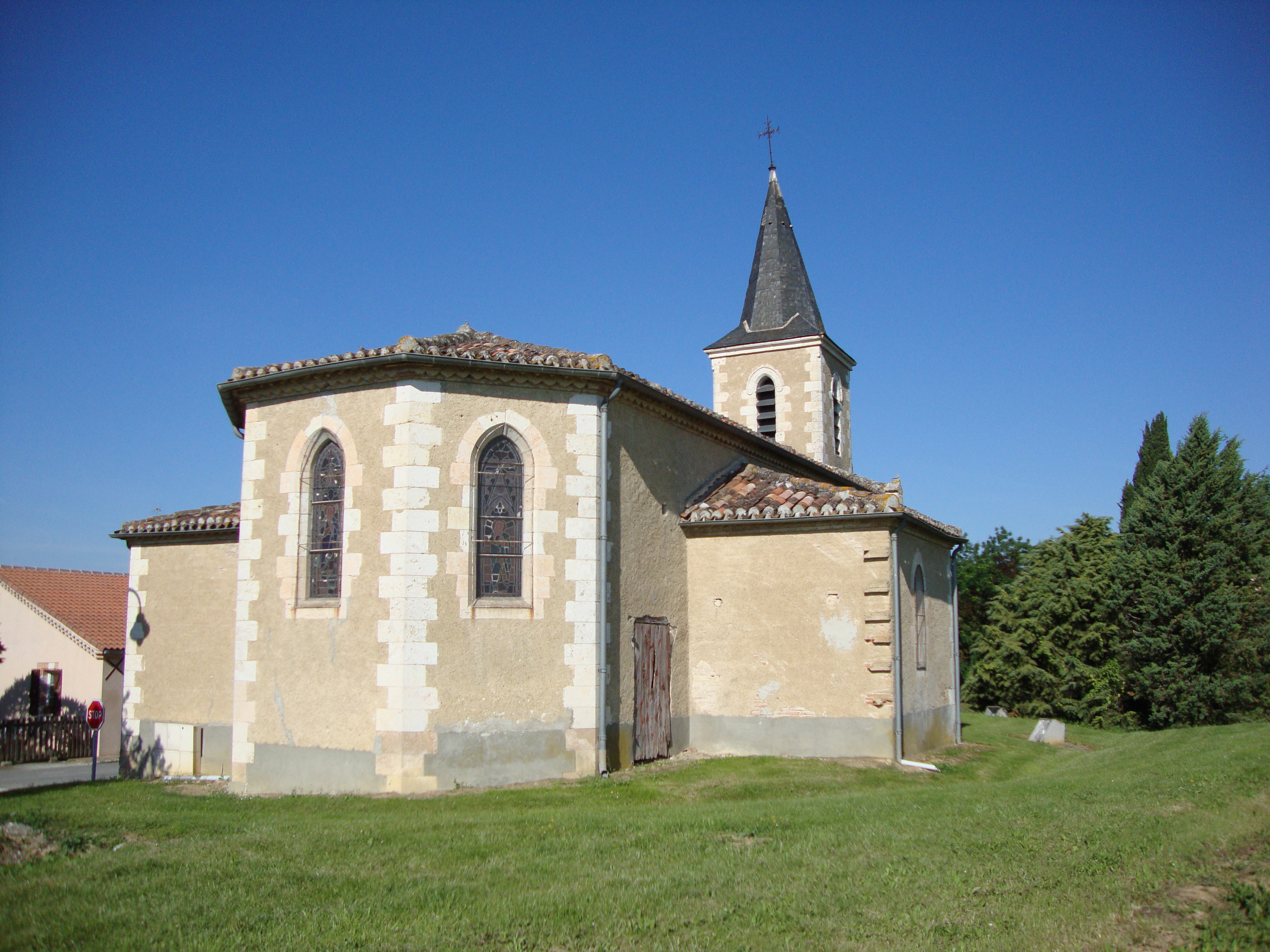
Kirche Saint-Pierre

- Kirche Saint-Pierre, 1865 erbaut